# Udruga Agroturist
Udruga Agroturist ime je za hrvatsku udrugu sa sjedištem u Vodnjanu koje je osnovano 1995. godine radi poticanja poljoprivrede proizvodnje.

## Povijest
Pri osnivanju 1995. godine, udruga je okupljala 25 poljoprivrednika. Daljnim razvojem svoje djelatnosti udruga 1998. godine zapošljava agronoma i administratora, te se u daljnim godinama aktivnosti udruge u organiziranju stručnih seminara i raznih događanja u cilju promicanja rada udruge i njihovih članova. Trenutno (2016.) udruga broji preko 350 članova.
Udruga preko godina nabavljala je sadno tvarivo i preko članstva uspjela sljedeće:
- Posađeno 200.000 sadnica maslina, na 700 ha
- Posađeno 100.000 loznih cjepova preko 35 ha mladih vinograda

## Znastveni rad
Udruga bila inicijator, nositelj i suradnik na sljedećim znanstvenim projektima:
- Vin de Rosa, u suradnji s Institutom za poljoprivredu i turizam iz Poreča,
- Proizvodnja sadnica domaćih i udomaćenih sorti maslina, u suradnji s Poljoprivrednom zadrugom Vodnjan
- Izrada Oznake zaštite izvornosti (OZI) domaćih i udomaćenih sorti maslina, u suradnji sa SMS-prehrambeno razvojnim centrom d.o.o. iz Klisa;
- Osnivanje Kolekcijskog i matičnog nasada domaćih i udomaćenih sorti maslina, u suradnji s Agronomskim Fakultetom iz Zagreba i PZ Vodnjan
- Projekt ZOOB "Smanjenje zagađenja i očuvanje biološke raznolikosti u poljoprivredi s naglaskom na maslinarstvo" sufinancira EU kroz Operativni program IPA SI-HR 2007-2013. Provodi se od 25. ožujka 2010. do 31. ožujka 2012. godine u suradnji s Gradom Vodnjanom i slovenskim partnerima. Vodeći partner projekta je Kmetijsko gozdarski zavod Nova Gorica. Ostali partneri su Znanstveno raziskovalno središče Univerze na Primorskem, Grad Krk, te Udruga maslinara Krka "Drobnica".[1]

## Inicijative
Od svojeg osnivanja do danas (2016) udruga je održala sljedeće
- Smotre vina južne Istre,
- Smotre maslinovog ulja,
- Manifestacija Dani mladog maslinovog ulja,
- Smotre sira, skute i meda.
- Dan ulja i vina u Vodnjanu[2]

## Izdavaštvo
- Italo Žužić, Priručnik za maslinare, Poljoprivredna udruga Agroturist Vodnjan, 1999